# フリーミング・ジェンキン

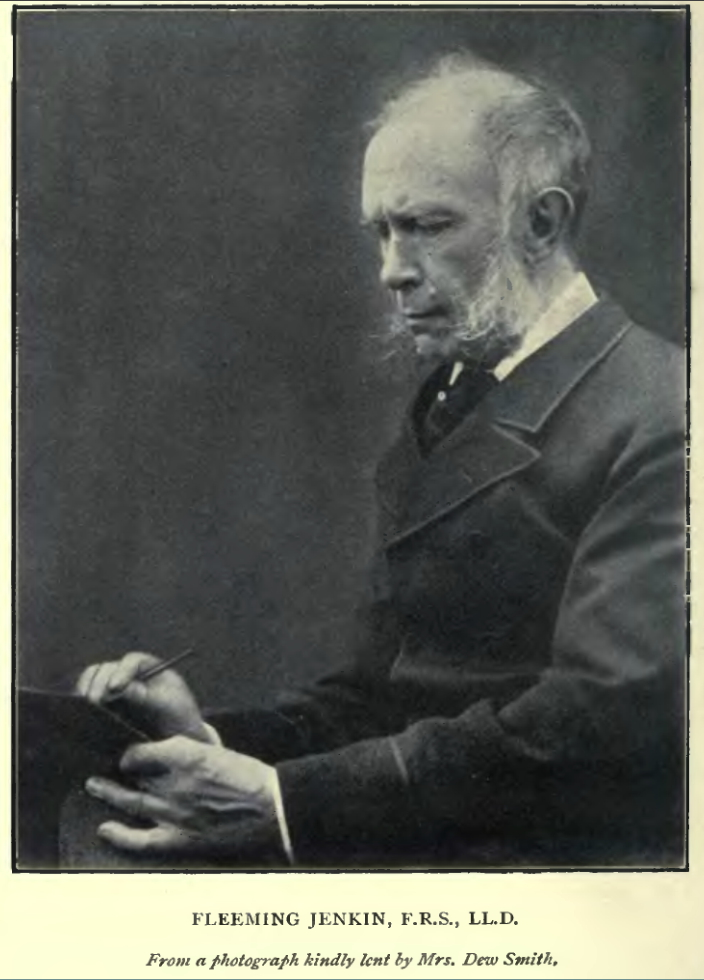
Fleeming Jenkin

フリーミング・ジェンキン（Henry Charles Fleeming Jenkin 、1833年3月25日 - 1885年6月12日）はイギリスの電気技術者、エディンバラ大学の教授である。ケーブル技術者、経済学者、言語学者、評論家、俳優、劇作家、芸術家でもあった。
進化論の歴史の中では1867年に『種の起源』の書評を書き、チャールズ・ダーウィンの自然淘汰説を批判したことでも知られている。

## 人物
ケント州のDungenessに海軍の軍人の息子に生まれた。母親とスコットランドに近いJedburghで育ち、エディンバラ・アカデミーで学んだ。学友には、有名な物理学者となるジェームズ・クラーク・マクスウェルやピーター・ガスリー・テイトがいる。父親の引退した、1847年からドイツのフランクフルトや、フランスのパリで暮らした。イタリアのジェノアの大学でPadre Bancalariに電磁気学を学び、学位を得た。1850年にマルセイユの工場で働き、1851年にイギリスに戻り、著名なエンジニアのウイリアム・フェアバーン（William Fairbairn）のもとで働いた。その後各地の鉄道の仕事や海底ケーブル敷設の技術開発を行った。1859年の初めに、ウィリアム・トムソン（後のケルビン卿）と知り合い1861年から海中ケーブルの絶縁材の応用、ケーブルの抵抗などの開発にトムソンと協力した。1865年に、王立協会の会員に選ばれ、ロンドン・ユニバシティ・カレッジの教授となった。1868にエディンバラ大学の教授となった。
1867年にチャールズ・ダーウィンの『種の起源』（1859年刊行）の書評を書き、ある個体に有用な変異が起こっても、通常の個体と交雑することによって、その特徴は薄められていつかはその特徴が消えてしまうという論旨で批判した。ジェンキンの批判はメンデルの遺伝の実験が「混合遺伝」を否定することによって自然消滅することになった。